# Джон Вінґфілд Малкольм
Джон Вінґфілд Малкольм (англ. John Wingfield Malcolm; 16 квітня 1833 — 6 березня 1902) — британський військовий і консервативний політик. 1-й барон Малкольм з Полталлоха. Кавалер Ордена Лазні, нагороджений Добровольчою офіцерською відзнакою.

## Походження і освіта
Джон Вінґфілд Малькольм народився 16 квітня 1833 року в сім'ї Джона Малкольма (англ. John Malcolm), 14-го феодального барона Полталлоха, області Аргайл, та Ізабелли Гаррієт (англ. Isabella Harriet), дочки Джона Вінґфілда. Він здобув освіту в Ітонському коледжі та Крайст Черчі, Оксфорд.

## Політична кар'єра
1860 року Малькольма обрали членом парламенту Бостона, а 1878 року він пішов у відставку, ставши розпорядником садиби Нортстед. Пізніше він був членом парламенту графства Аргайлшир з 1885 по 1892 рік. Його призначили кавалером Ордена Лазні у 1892 році і підвищили до перства як «барона Малкольма з Полталлоха», графство Аргайл, у 1896 році.
Він був капітаном артилерійської міліції Кента та почесним полковником 5-го добровольчого батальйону горців Аргайла та Сазерленда.
У 1870 році Малькольм грав у футбол за Шотландію в першому неофіційному матчі Англія проти Шотландії. Він був одним із двох діючих депутатів, які грали за Шотландію в цьому матчі, другим був Вільям Генрі Ґладстон.

## Особисте життя
1861 року лорд Малкольм одружився з шановною Еліс Фредерікою Ірбі (англ. Alice Frederica Irby), дочкою Джорджа Ірбі, 4-го барона Бостона. Після її смерті в жовтні 1896 року він одружився вдруге з Марі Джейн Ліліан (англ. Marie Jane Lilian), вдовою Г. Ґарднера Лістера (англ. H. Gardner Lister), у 1897 році. Обидва шлюби були бездітними.
Він помер у Єрі, Франція, 6 березня 1902 року у віці 68 років, а з ним вимерло баронство. Він залишив свій маєток своєму молодшому брату полковнику Едварду Дональду Малкольму (англ. Edward Donald Malcolm; 1837—1930), який також став лейрдом Полталлоха. Сином останнього був політик-консерватор сер Ян Малкольм (1868—1944).
Леді Малкольм з Полталлоха залишалася вдовою до своєї смерті в серпні 1927 року.

## Виноски
1. 1 2 3  Lundy D. R. The Peerage
2. 1 2 3 4  Hansard 1803–2005
3. ↑  https://www.britishnewspaperarchive.co.uk/viewer/bl/0000400/18740613/094/0008
4. 1 2  thepeerage.com John Wingfield Malcolm, 1st and last Baron Malcolm of Poltalloch
5. ↑   "No. 26286". The London Gazette. 10 May 1892. p. 2703.
6. ↑  "No. 26747". The London Gazette. 9 June 1896. p. 3382.
7. 1 2  "Obituary – Lord Malcolm of Pontalloch". The Times. No. 36710. London. 8 March 1902. p. 9.
8. ↑  "Wills". The Times. No. 36749. London. 23 April 1902. p. 11.